# Свободен стих
Свободен стих е стих без размер (стъпка) и без рима (съзвучие) – за разлика от белия стих, при който има размер и няма рима. В поезия с обичайно наличие на единия или двата признака се появил широко разпространено едва през последните два – три века, смятан е за проява на увлечение по някакъв модернизъм, наложил е съществуването си след дълго непризнаване за равностоен на общоприетия дотогава с „мерена реч“. Той не ограничава пишещия с правилата ѝ и облекчава изразяването на идеята на творбата.